# Школа № 10 имени С. Ф. Рубанова (Слуцк)
Школа № 10 имени С. Ф. Рубанова — среднее учебное заведение, которое находится в Слуцке по адресу ул. Уласовца, 3.

## Здание
История школы началась со здания, в котором было 13 классных помещений, 28 ноября 1938 года. При школе не было спортивного зала и учебных мастерских. Во время войны в школе был размещен военный госпиталь с июня 1941 года до конца июня 1944 года. Во время освобождения школа была частично разрушена, но уже в июле 1944 года на заседании горисполкома было принято решение восстановить здание к началу учебного года. В 1947 году был проведен капитальный ремонт школы.
В конце 1950-х хозяйственным способом был построен спортивный зал. В середине 1960-х лет к школе был пристроен двухэтажный корпус.
В 1980-х годах школа получила ещё одну пристройку. В ней разместились новые кабинеты, появились спортивный и актовый залы, столовая.

## Директоры школы
- 1938—1939 — Березовский Пётр Александрович
- 1939—1941 — Журавель Борис Александрович
- 1944 — Сороговец В. А.
- 1944—1948 — Козел Фёдор Семёнович
- 1948—1987 — Рубанов Сергей Федорович
- 1987—1998 — Коледа Николай Владимирович
- 1998—2013 — Дулин Владимир Николаевич
- 2013— настоящее время — Шилович Александр Николаевич

## Известные выпускники
- Михаил Самуилович Басалыга — белорусский художник
- Владимир Самойлович Басалыга — белорусский художник
- Николай Иванович Комяк — советский и российский ученый в области физических методов исследования материалов
- Павел Андреевич Мисько — белорусский писатель
- Александр Сергеевич Рубанов — белорусский физик
- Александр Васильевич Тузиков — профессор, генеральный директор Объединённого института проблем информатики НАН Беларуси
- Игорь Адамович Титковский — краевед и искусствовед, историк архитектуры[2]

## Награды
В 1974 году 10-я школа была участницей ВДНХ СССР, где награждена дипломами I и II степени. Учитель физики, 32-летний педагог И. П. Лазовский за достигнутые успехи в развитии народного образования был награждён бронзовой медалью Главного комитета ВДНХ СССР.